# Miguel Ferrer (actor)
Miguel José Ferrer (Santa Mónica, California, 7 de febrero de 1955-Los Ángeles, California, 19 de enero de 2017) fue un actor y productor estadounidense con mayoría de papeles antagónicos.

## Biografía
Ferrer era el mayor de cinco hermanos, hijos del actor José Ferrer y de la cantante Rosemary Clooney (tía del también actor George Clooney). Su hermano Rafael Ferrer también es actor, y su hermano Gabriel Ferrer se casó con la cantante Debby Boone, padres de la actriz Gabi Ferrer.
Ferrer creció durante el mayor esplendor y glamour de Hollywood. Durante su juventud, sus intereses se decantaron por la música y comenzó a labrarse su camino como músico de estudio. Ferrer tocó la batería en Keith Moon's Two Sides of the Moon. Fue compañero de orquesta de Bill Mumy ("Will Robinson") en la serie de televisión Perdidos en el espacio) realizando el papel de un batería en su primer papel televisivo, en la serie Sunshine. Solo cogió este papel porque Mumy le habló de él.
En 1983, Ferrer tuvo un pequeño papel como camarero en The Man Who Wasn't There (El hombre que nunca estuvo allí). También tuvo otro pequeño papel en Star Trek III: En busca de Spock como oficial piloto de la nave Excelsior. Luego vino su papel más largo como el cerebro creador de "RoboCop". Desde entonces Ferrer participó en grandes películas, usualmente en el papel de malo.
También intervino en la serie Twin Peaks, y en la miniserie Apocalipsis (1994), dirigida por Mick Garris y basada en una novela de Stephen King. En 1998 hizo la voz de Shan Yu en la película de Walt Disney Mulán. Interpretó al doctor Garret Macy en la serie de drama Crossing Jordan de la NBC. En 1999 estuvo nominado a los Premios Grammy por la mejor voz para niños en la película El Rey León II de la Disney. También puso voz a "Tarakudo" en la serie Aventuras de Jackie Chan durante la cuarta temporada. En el 2003, Ferrer hizo su debut en el teatro en Nueva York en el Off-Broadway con la obra The Exonerated, y en 2005 protagonizó la película The Man.[cita requerida]
Ferrer amaba el golf y el esquí, y cada año ayudaba a organizar la recaudación del torneo de golf para el Hospital Infantil de la Universidad de California UCLA. Encontraba tiempo para tocar en algunos clubes con Mumy y su banda The Jenerators. También protagonizó el vídeo de la banda estadounidense Toto I Will Remember (1995), donde se le puede ver con el también actor Edward James Olmos.
Estaba divorciado de la actriz Leilani Sarelle y tuvo dos hijos de ese matrimonio.
Ferrer fue uno de los amigos íntimos de la actriz Dominique Dunne y en 1982 fue uno de los portadores del féretro en su funeral.

## Fallecimiento
Miguel Ferrer falleció el 19 de enero del 2017 en su casa de Santa Monica a los 61 años por insuficiencia cardiaca y complicaciones de cáncer de garganta que padecía. En el momento de su muerte, estaba casado con la productora Lori Weintraub.

## Filmografía
- Star Trek III: En busca de Spock (1984)
- RoboCop (1987), como el líder del proyecto Robocop Bob Morton.
- Valentino Returns (1988)
- An Innocent Man (1989)
- Deepstar Six (1989)
- Revenge  (1990)
- The Guardian (1990) como Charlie Pope.
- Twin Peaks (TV) (1990), como Albert Rosenfield (forense del FBI asignado al equipo del agente Cooper).
- Point of No Return (1993), como Director Kaufman.
- Hot Shots 2 (1993), como Comandante Harbinger.

- Cheque en blanco (1994).
- Apocalipsis (TV) (1994), como Lloyd Henreid.
- Incident at Deception Ridge (1994), como Ray Hayes.
- En busca de la justicia (TV) (1994) como Win Carter
- Muerte en Granada (1996), como Centeno.
- Proyecto: ALF (1996), como Dexter Moyers.
- Mr. Magoo (1997)
- Justice League of America (1997) como el malvado The Weather Wizard.
- Where's Marlowe? (1998), como Joe Boone.
- Brave New World (Un mundo feliz) (1998), como DHC (Director Human Condition).
- The Night Flier (1997) como Richard Dees.
- Mulan (1998), como Shan Yu (voz en inglés).
- Traffic (2000), como Eduardo Ruiz.
- Crossing Jordan (TV) (2001-2007), como Dr. Garret Macy.
- The Manchurian Candidate (2004), como Coronel Garret.
- The Man (2005), como Agente Peters.
- Bionic Woman (2007), serie.
- Justice League: The New Frontier (2008), como J'onn J'onzz/John Jones/Detective Marciano
- Noah's Ark: The New Beginning (2008), como Kabos (voz).
- Wrong Turn at Tahoe (2009), como Vincent.
- Lie to Me / Miénteme (2010), ep. "El hombre del tractor", como Isaac Steel, jefe del FBI
- Hard Ride To Hell (2010), como Jefé.
- Young Justice (2010), como Vandal Savage
- Beverly Hills Chihuahua 2 (2011), como Delgado
- Gossip Girl (TV) (2011-2012), como agente de policía.
- Beverly Hills Chihuahua 3 (2012), como Delgado
- NCIS: Los Angeles (TV) (2012-2017), como Owen Granger
- Iron Man 3 (2013), Vicepresidente Rodríguez.
- Rio 2 (2014), como Gran Jefe.
- Twin Peaks (TV) (2017), como Albert Rosenfield (agente del FBI, asistente del Director Adjunto Gordon Cole).

### Videos musicales
| Año  | Título            | Artista |
| ---- | ----------------- | ------- |
| 1995 | "I Will Remember" | Toto    |